# Fenwood
Fenwood és una població dels Estats Units a l'estat de Wisconsin. Segons el cens del 2000 tenia 174 habitants.

## Demografia
Segons el cens del 2000, Fenwood tenia 174 habitants, 61 habitatges, i 46 famílies. La densitat de població era de 68,6 habitants per km².
Dels 61 habitatges en un 39,3% hi vivien nens de menys de 18 anys, en un 67,2% hi vivien parelles casades, en un 4,9% dones solteres, i en un 23% no eren unitats familiars. En el 19,7% dels habitatges hi vivien persones soles el 14,8% de les quals corresponia a persones de 65 anys o més que vivien soles. El nombre mitjà de persones vivint en cada habitatge era de 2,85 i el nombre mitjà de persones que vivien en cada família era de 3,32.
Per edats la població es repartia de la següent manera: un 25,3% tenia menys de 18 anys, un 17,8% entre 18 i 24, un 25,9% entre 25 i 44, un 14,9% de 45 a 60 i un 16,1% 65 anys o més.
L'edat mediana era de 32 anys. Per cada 100 dones de 18 o més anys hi havia 106,3 homes.
La renda mediana per habitatge era de 44.000 $ i la renda mediana per família de 48.750 $. Els homes tenien una renda mediana de 32.500 $ mentre que les dones 17.679 $. La renda per capita de la població era de 15.920 $. Cap de les famílies estaven per davall del llindar de pobresa.

## Poblacions més properes
El següent diagrama mostra les poblacions més properes.